# Morti nel 1977/Settembre
| Questa pagina contiene informazioni ricavate automaticamente dalle voci biografiche con l'ausilio del template Bio e di un bot. L'aggiornamento è periodico e automatico e ricostruisce completamente la pagina. Se manca una persona in questa lista, sei pregato di non aggiungerla, ma accertati piuttosto che la sua voce biografica contenga il template Bio e che i dati anagrafici siano correttamente compilati. Se il template Bio manca, inseriscilo tu stesso o, in alternativa, metti l'avviso {{tmp\|Bio}} che ne segnala la mancanza. Se i dati riportati sono sbagliati, correggi direttamente la voce biografica; le modifiche saranno visibili in questa lista entro pochi giorni. Per chiarimenti vedi il progetto biografie. La lista contiene solo le 95 persone che sono citate nell'enciclopedia e per le quali è stato implementato correttamente il template Bio. Pagina aggiornata al 3 mar 2024. |

- 1º settembre - Vittorio Formentano, medico italiano (n. 1895)
- 1º settembre - Mario Fucini, generale e aviatore italiano (n. 1891)
- 1º settembre - Ethel Waters, cantante e attrice statunitense (n. 1896)
- 2 settembre - John Logan, cestista e allenatore di pallacanestro statunitense (n. 1921)
- 2 settembre - Nuzha del Marocco, principessa marocchina (n. 1940)
- 3 settembre - Mona Darkfeather, attrice statunitense (n. 1882)
- 3 settembre - Keith Harwood, montatore statunitense (n. 1940)
- 3 settembre - Gianni Vella, pittore maltese (n. 1885)
- 4 settembre - Jan Elfring, calciatore olandese (n. 1902)
- 4 settembre - Giuseppe Marchese, politico e storico italiano (n. 1892)
- 4 settembre - Arduino Pellegrini, politico italiano (n. 1903)
- 4 settembre - Jean Rostand, biologo, filosofo e aforista francese (n. 1894)
- 4 settembre - Ernst Friedrich Schumacher, economista, filosofo e scrittore tedesco (n. 1911)
- 5 settembre - Claudia Dell, attrice statunitense (n. 1910)
- 5 settembre - Aurelio Giussani, presbitero italiano (n. 1915)
- 5 settembre - Jan Maas, pistard e ciclista su strada olandese (n. 1900)
- 5 settembre - Mike O'Dowd, attore statunitense
- 5 settembre - Tatsuo Yoshida, fumettista giapponese (n. 1932)
- 6 settembre - Paul Burkhard, compositore svizzero (n. 1911)
- 6 settembre - John Edensor Littlewood, matematico britannico (n. 1885)
- 6 settembre - Guido Pannain, compositore e musicologo italiano (n. 1891)
- 6 settembre - Prenk Pervizi, generale albanese (n. 1897)
- 6 settembre - Eugen Schüfftan, direttore della fotografia e effettista tedesco (n. 1893)
- 7 settembre - Edgar Basel, pugile tedesco (n. 1930)
- 7 settembre - Richard Manske, chimico tedesco (n. 1901)
- 7 settembre - Saverio Montalto, scrittore italiano (n. 1898)
- 7 settembre - Remo Polizzi, partigiano e sindacalista italiano (n. 1909)
- 7 settembre - Gustave Reese, musicologo e docente statunitense (n. 1899)
- 8 settembre - Zero Mostel, attore statunitense (n. 1915)
- 8 settembre - Cesare Nordio, compositore italiano (n. 1891)
- 9 settembre - Carlo Biotti, magistrato e dirigente sportivo italiano (n. 1901)
- 9 settembre - Fritz Mandl, imprenditore austriaco (n. 1900)
- 10 settembre - Hamida Djandoubi, criminale tunisino (n. 1949)
- 10 settembre - Isaac Walthour, cestista statunitense (n. 1930)
- 11 settembre - Severino Tibi, calciatore italiano (n. 1904)
- 12 settembre - Stephen Biko, attivista sudafricano (n. 1946)
- 12 settembre - Robert Lowell, poeta statunitense (n. 1917)
- 12 settembre - Mario Silla, politico, partigiano e antifascista italiano (n. 1891)
- 13 settembre - Stanislav Kalesnik, fisico e geografo sovietico (n. 1901)
- 13 settembre - Mario Moretti, canottiere italiano (n. 1906)
- 13 settembre - Leopold Stokowski, direttore d'orchestra britannico (n. 1882)
- 14 settembre - Shōgo Kamo, calciatore giapponese (n. 1915)
- 14 settembre - Bruno Rossi, calciatore italiano (n. 1915)
- 15 settembre - Leah Manning, educatrice e politica britannica (n. 1886)
- 15 settembre - Anita Stewart Morris, socialite statunitense
- 16 settembre - Marc Bolan, cantautore e chitarrista inglese (n. 1947)
- 16 settembre - Max Bravmann, islamista tedesco (n. 1909)
- 16 settembre - Maria Callas, soprano statunitense (n. 1923)
- 16 settembre - Giovanni Pestarini, calciatore italiano (n. 1901)
- 16 settembre - Claudio Volonté, attore italiano (n. 1939)
- 17 settembre - Ruth Andreas-Friedrich, giornalista e scrittrice tedesca (n. 1901)
- 17 settembre - William Herbert Sheldon, psicologo e numismatico statunitense (n. 1898)
- 18 settembre - Paul Bernays, matematico svizzero (n. 1888)
- 18 settembre - Jaime Elías Casas, calciatore spagnolo (n. 1919)
- 18 settembre - Vittorio Cini, politico e imprenditore italiano (n. 1885)
- 18 settembre - Paulo Leal, schermidore portoghese (n. 1901)
- 18 settembre - Venuto Lombatti, calciatore italiano (n. 1910)
- 19 settembre - Luigi Impastato, mafioso italiano (n. 1904)
- 20 settembre - Francesco Bianchi, mezzofondista italiano (n. 1940)
- 20 settembre - Ralph Hills, pesista statunitense (n. 1902)
- 20 settembre - Alex Massie, calciatore e allenatore di calcio scozzese (n. 1906)
- 21 settembre - Kurt Adler, direttore d'orchestra, direttore di coro e pianista austriaco (n. 1907)
- 21 settembre - Adolf Grohmann, arabista e ebraista austriaco (n. 1887)
- 21 settembre - Arthur Lindfors, lottatore finlandese (n. 1893)
- 22 settembre - Karl Freiberger, sollevatore austriaco (n. 1902)
- 22 settembre - José María Laca, calciatore spagnolo (n. 1898)
- 23 settembre - Leonetta Cecchi Pieraccini, pittrice e scrittrice italiana (n. 1882)
- 23 settembre - Maurice Dupuis, calciatore francese (n. 1914)
- 23 settembre - Adelio Ferrero, critico cinematografico e storico del cinema italiano (n. 1935)
- 23 settembre - Antonio Gentilini, pittore italiano (n. 1908)
- 23 settembre - John Nash, pittore britannico (n. 1893)
- 23 settembre - Pietro Spinato, allenatore di calcio e calciatore italiano (n. 1907)
- 24 settembre - Alberto Folchi, politico italiano (n. 1897)
- 24 settembre - Einar Larsen, calciatore norvegese (n. 1904)
- 24 settembre - Dyalma Stultus, pittore italiano (n. 1901)
- 24 settembre - Piet Zwart, designer olandese (n. 1885)
- 25 settembre - Philippe Jullian, scrittore e illustratore francese (n. 1919)
- 25 settembre - Roberto Ronca, arcivescovo cattolico italiano (n. 1901)
- 26 settembre - Şehzade Mehmed Abdülaziz, principe ottomano (n. 1901)
- 26 settembre - Aarne Ervi, architetto finlandese (n. 1910)
- 26 settembre - Ernie Lombardi, giocatore di baseball statunitense (n. 1908)
- 27 settembre - Mieczysław Batsch, calciatore polacco (n. 1900)
- 27 settembre - Fabian Biörck, ginnasta svedese (n. 1893)
- 27 settembre - Willis Bouchey, attore statunitense (n. 1907)
- 27 settembre - Rudolf Dolejší, calciatore cecoslovacco (n. 1907)
- 27 settembre - Francesco Massarelli, poliziotto italiano (n. 1923)
- 28 settembre - Vera Orlova, attrice russa (n. 1894)
- 29 settembre - Aleksandr Nikolaevič Čerepnin, compositore e pianista russo (n. 1899)
- 29 settembre - Robert McKimson, regista e animatore statunitense (n. 1910)
- 30 settembre - Margaret Nakhla, pittrice e artista egiziana (n. 1908)
- 30 settembre - Louis Duerloo, ciclista su strada belga (n. 1910)
- 30 settembre - Mary Ford, cantante statunitense (n. 1924)
- 30 settembre - André Labatut, schermidore francese (n. 1891)
- 30 settembre - Charles Mast, generale francese (n. 1889)
- 30 settembre - Giancarlo Palanti, architetto italiano (n. 1906)